# Demòcrates per Andorra
Demòcrates per Andorra (Demokrater för Andorra) är ett politiskt parti i Andorra. Partiet är ett höger-center-parti som grundades 22 februari 2011. Demòcrates per Andorra bildades av fackföreningen Nou Centre, tillsammans med delar av Andorras socialdemokratiska parti. Partiledare sedan 2019 är Xavier Espot Zamora, som då även valdes till premiärminister i landet.
Partiet satt i en majoritetsregering åren 2011–2019. Efter parlamentsvalet 2019 gick partiet tillbaka men kvarstod som största parti. 

## Mandat och procent
| Val  | Röster | %     | Mandat | +/–  | Position | Regering  |
| ---- | ------ | ----- | ------ | ---- | -------- | --------- |
| 2011 | 8 553  | 55,15 | 20/28  | ▲ 20 | ▲ 1st    | Majoritet |
| 2015 | 5 662  | 39,36 | 15/28  | ▼ 5  | ▬ 1st    | Majoritet |
| 2019 | 6 248  | 35,32 | 11/28  | ▼ 4  | ▬ 1st    | Minoritet |